# Федерация швейцарской часовой промышленности
Федерация швейцарской часовой промышленности (нем. Verband der Schweizerischen Uhrenindustrie FH, фр. Fédération de l'industrie horlogère suisse FH, англ. Federation of the Swiss Watch Industry FH) - крупнейшая швейцарская некоммерческая организация, объединяющая около 500 участников Швейцарской часовой индустрии, что составляет около 90% от всей часовой индустрии Швейцарии.

## Цели
Цели заявленные организацией:
- развитие швейцарской часовой промышленности;
- создание союза всех участников часовой промышленности Швейцарии;
- представление интересов своих членов перед швейцарскими, зарубежными и международными органами и организациями;
- разработка национальных и международных законов в интересах своих членов;
- юридическая защита интересов своих членов[2].

## Представительства
Штаб-квартира Федерации находится в швейцарском городе Биль, кроме этого существуют постоянные представительства в Гонконге, Японии и Латинской Америке.

## Президент Федерации
Президент избирается на три года.
- 1983-1993: André Margot
- 1993-2002: François Habersaat († 2010)
- с 2002 года: Jean-Daniel Pasche[1]

## Публикации
Иллюстрированный справочник специалистов часового дела (англ.)

## Деятельность
Федерация последовательно выступает за ужесточение требований к швейцарским часам, чтобы на часах произведенных в Швейцарии производитель мог ставить маркировку «Swiss Made». В главном это касается количества швейцарских деталей в механизме часов. На текущий момент законом установлено, что для того, чтобы часы можно было назвать "швейцарскими" необходимо наличие не менее 50% швейцарских деталей в стоимостном выражении. Федерация настаивает на увеличении до 60% или даже до 80%.